# Albert Abramovitz
Albert Abramovitz (Riga, 1879 – East Meadow, 1963) è stato un pittore e incisore lettone.

## Biografia
Nato a Riga, all'epoca sotto il dominio russo, fu attivo in Francia, dove espose regolarmente al Salon d'Automne (nel 1913 fu anche nella commissione giudicatrice) e negli Stati Uniti, dove morì. Fu pittore principalmente di paesaggi, nudi e scene di genere.
Sue opere sono conservate nel Metropolitan Museum di New York, nella National Gallery of Art di Washington e nello Smithsonian American Art Museum, ancora a Washington.